# Brink (Sint Anthonis)

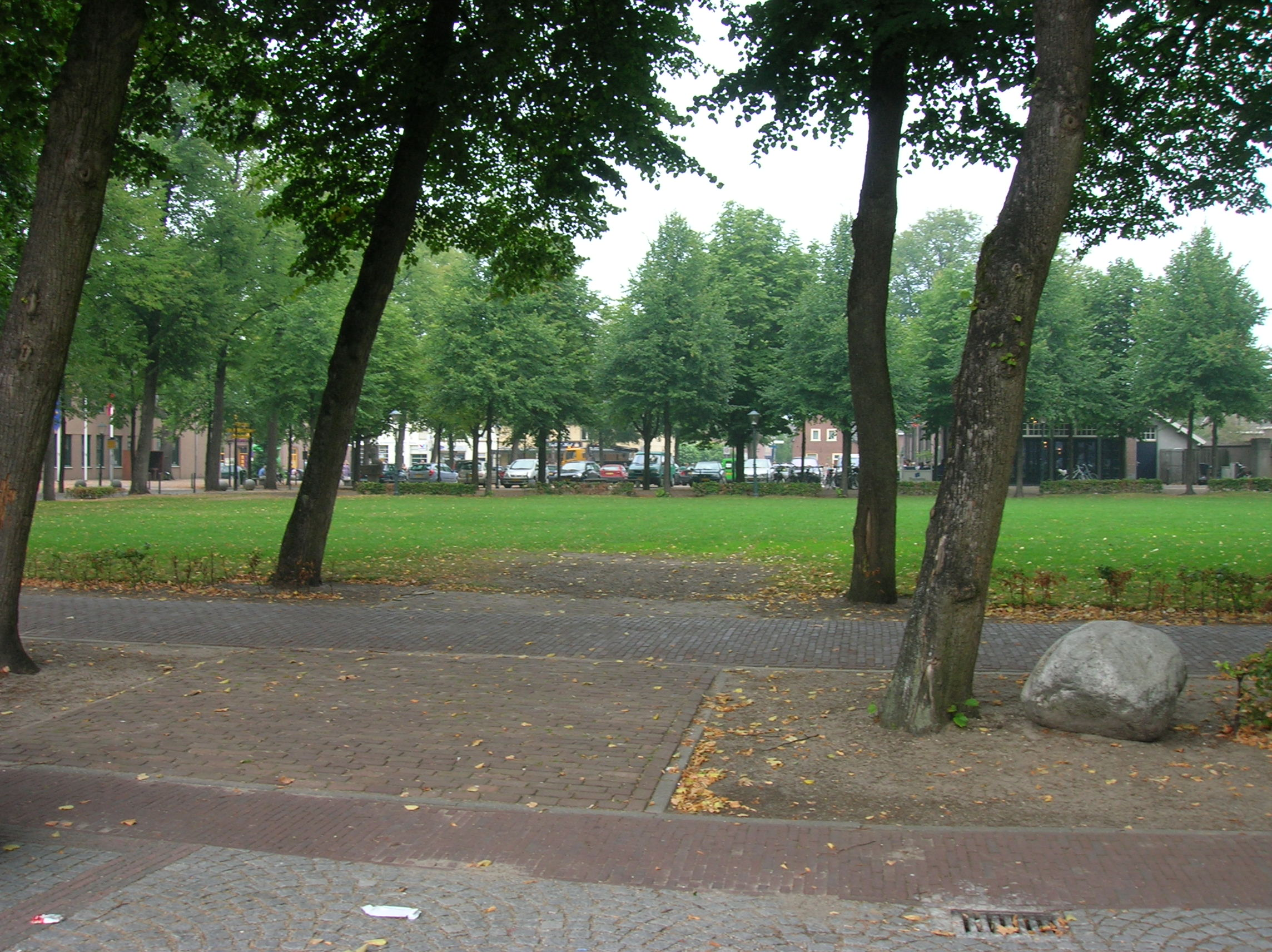
De Brink van Sint Anthonis

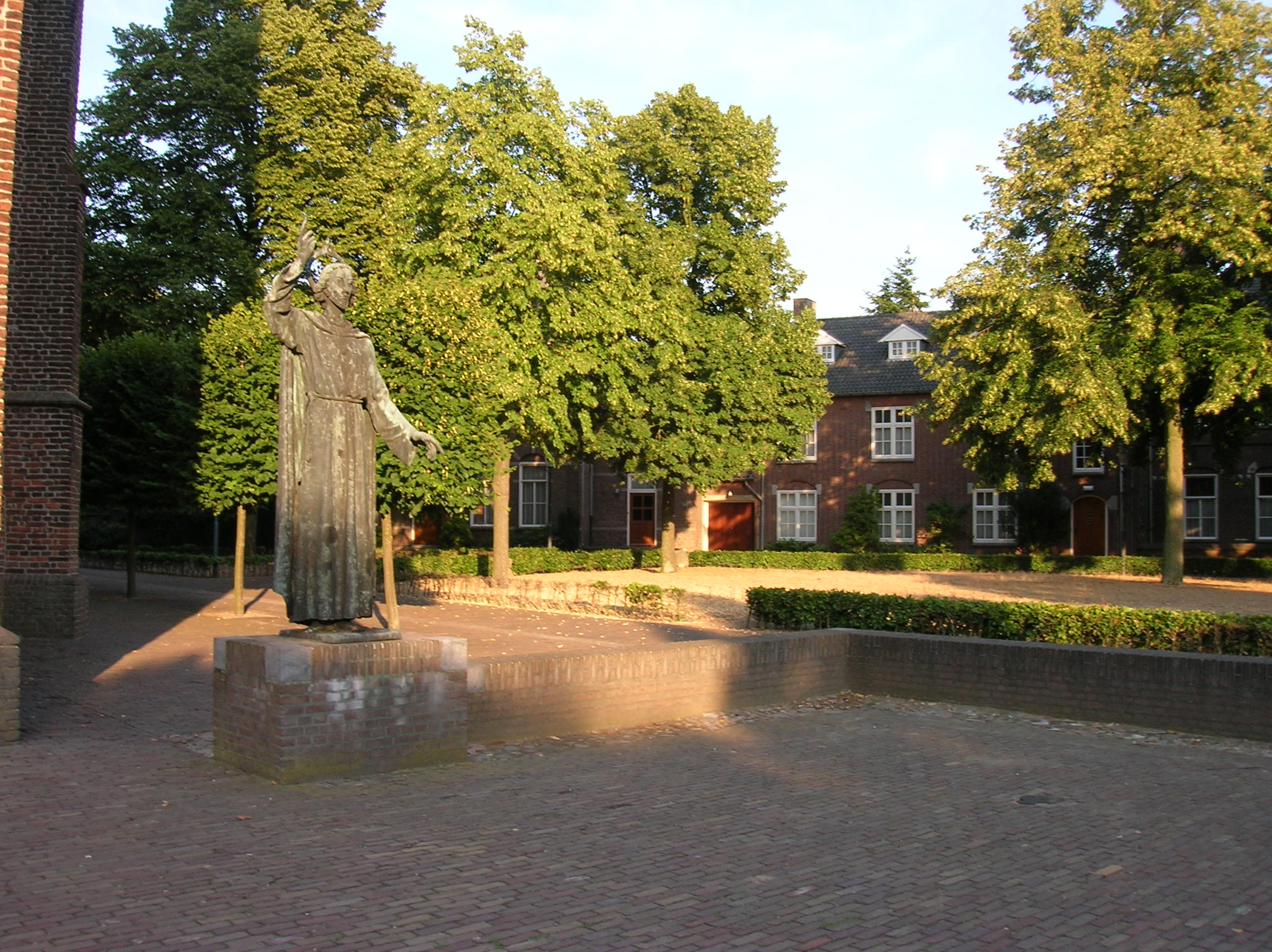
De H. Anthonius Abt op de Brink

De Brink is het centraal gelegen dorpsplein van het Nederlandse plaatsje Sint Anthonis. Het dorp is vroeger rondom dit plein opgebouwd, zoals bij alle dorpen waarin momenteel nog een brink te vinden is.
In 1997 is het plein vernieuwd en heringericht. Aan het plein liggen nu de Bottermien, het gemeentehuis van de voormalige gemeente Sint Anthonis, de R.K. Kerk van H. Anthonius Abt en eetgelegenheden.
Tot en met 2005 werd op de laatste zondag van augustus op de Brink een paarden- en ponymarkt gehouden, geheel in traditie met de oorspronkelijke bestemming van een brinkplein. Wegens verminderde belangstelling wordt dit evenement niet meer georganiseerd, maar tegenwoordig worden op de Brink wel regelmatig andere evenementen georganiseerd zoals de jaarlijkse kermis en het joekskapellenfestival. Jaarlijks vindt op de tweede zondag na Pinksteren op de Brink het Koningschieten van het St. Antoniusgilde plaats. Ook wordt er iedere woensdagmiddag de markt gehouden.